# John Gabriel Stedman

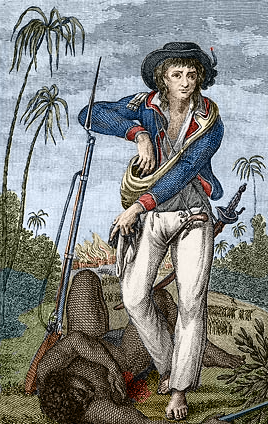
John Gabriel Stedman

John Gabriel Stedman (1744-7 de marzo de 1797) fue un soldado británico-neerlandés y escritor.

## Biografía

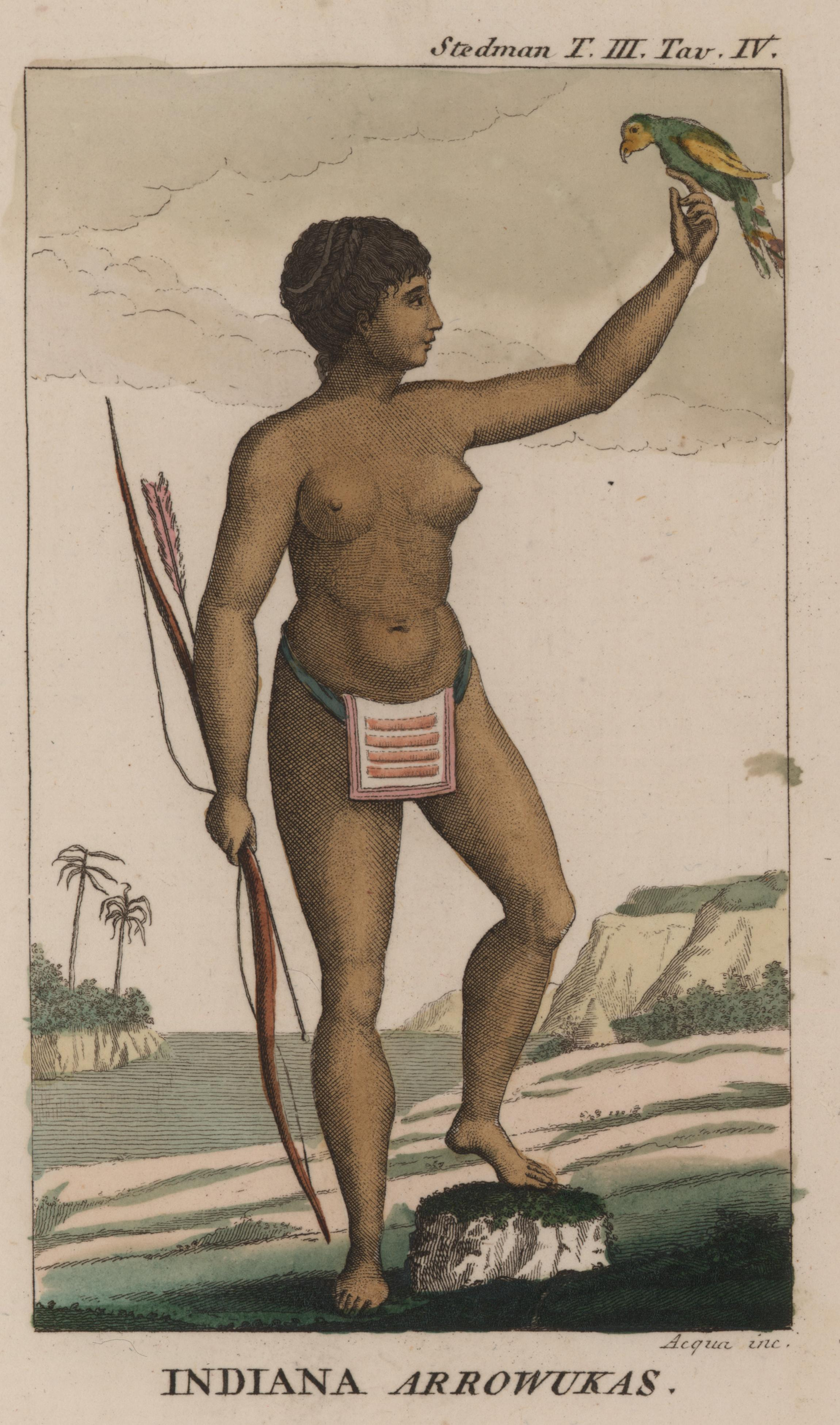
Mujer Arowak de Surinam, de John Gabriel Stedman.

Nació en los Países Bajos en 1744, era hijo de Robert Stedman, un escocés y oficial de la Brigada Escocesa en Holanda, y de su esposa Antoinetta Christina van Ceulen de linaje noble holandés.
Stedman pasó la mayor parte de su niñez en Holanda con sus padres aunque también pasó algún tiempo con su tío en Escocia. Describió su niñez como "plena de desventuras y encuentros abrasivos de toda calaña."
Los años que vivió en Surinam, en la costa norte de América del Sur, se caracterizaron por sus encuentros con los esclavos africanos y los colonos de las plantaciones, como también por tomar contacto con una flora y fauna local muy exótica.
Sus experiencias las dejó asentadas en la obra The Narrative of a Five Years Expedition against the Revolted Negroes of Surinam (1796) (traducción: "Relato de una expedición de cinco años contra los negros alzados de Surinam"), la cual, con grabados de William Blake, realizados a partir de las propias ilustraciones de Stedman, y con sus descripciones de primera mano de la esclavitud y otros aspectos de la colonización, se convirtió en una herramienta importante de la causa abolicionista en sus comienzos.

## Publicaciones
- John Gabriel Stedman (1813), Narrative, of a Five Years' Expedition, Against the Revolted Negroes of Surinam 1 (2nd corrected edición), London: J. Johnson & Th. Payne.
- John Gabriel Stedman (1813), Narrative, of a Five Years' Expedition, Against the Revolted Negroes of Surinam 2 (2nd corrected edición), London: J. Johnson & Th. Payne.